# Палеотоннель
Палеотонне́ль (англ. paleoburrow, порт. paleotoca) — подземное убежище в форме пещерного тоннеля, выкопанное представителями исчезнувшей палео-позвоночной мегафауны (гигантскими млекопитающими, такими как гигантские ленивцы), населявшими Землю в доисторическую эпоху.
Палеотоннели заполнены геологическими отложениями, напоминающими кротовины (песками, глинами и т. д.), которые на протяжении столетий откладывались в результате дождя и накапливались из-за пористости местности. Как правило, окаменелости, обнаруживаемые в кротовинах, имеют большие размеры, соответствующие мегафауне данного геологического периода.
В Бразилии существуют сотни палеонтологических памятников типа палеотоннелей, например, в Понта-ду-Абуна (Ponta do Abunã) амазонского штата Рондония, в национальном парке Серра-ду-Гандарела в Минас-Жерайсе, в Монте Бонито в штате Риу-Гранди-ду-Сул, а также в Тока-ду-Тату (Toca do Tatu) штата Санта-Катарина.
После исчезновения мегафауны — около 10 000 лет назад — некоторые палеотоннели повторно использовались людьми. Исследования начала XXI века показали, что эти постройки использовались как временные убежища, а также в ритуальных целях. Внутри некоторых палеотоннелей были обнаружены каменные орудия труда, керамические изделия, человеческие захоронения и надписи на стенах.
Палеотоннели классифицируются как палеонтологические памятники; но в случае обнаружения следов пребывания человека они могут стать объектами исследования не только палеонтологов, но и археологов.